# I'm Nearly Famous
I'm Nearly Famous è un album del cantante britannico Cliff Richard, pubblicato dall'etichetta discografica EMI nel maggio 1976.
L'album è prodotto da Bruce Welch, che cura gli arrangiamenti di 8 dei 12 brani.
Tra novembre 1975 e luglio 1976 vengono pubblicati i singoli Miss You Nights, Devil Woman e I Can't Ask for Anymore Than You.

## Tracce

### Lato A
1. I Can't Ask for Anymore Than You
2. It's No Use Pretending
3. I'm Nearly Famous
4. Lovers
5. Junior Cowboy
6. Miss You Nights

### Lato B
1. I Wish You'd Change Your Mind
2. Devil Woman
3. Such Is the Mystery
4. You've Got to Give Me All Your Lovin'
5. If You Walked Away
6. Alright, It's Alright